# Tuš
Tuš je kapalina tmavé barvy, která se využívá pro kreslení a tisk obrázků a textů. Je využívána grafickou technikou zvanou perokresba a nanáší se pomocí rýsovacího pera.
Tuš je nejčastěji černé barvy, ale díky rozdílným příměsím je možno docílit i jiných barevných odstínů jako například modré, zelené, žluté, červené atd.

## Čínská tuš
Víme, že ve 4.–5. století se běžně používala tuš ze sazí smíšených s lepidlem. Taková tuš se lisovala do tyčinek a povrch se zdobil kresbami a kaligrafickými nápisy. Tyčinky se poté balily do papírového obalu.
Saze se nejčastěji získávají neúplným spalováním pryskyřic a rostlinných olejů a vmíchají se do roztoku šelaku s boraxem nebo arabské gumy s kafrem. K psaní je ještě potřebný třecí kámen. Do jeho prohloubeniny se dá pár kapek vody a tyčinkou tuše se roztírají tak dlouho, až je tuš dostatečně hustá k psaní nebo kaligrafii.